# Gunnar B. Stickler
Gunnar B. Stickler (Peterskirchen, Alemania, 13 de junio de 1925 - Minneapolis, Minnesota, 4 de noviembre de 2010) fue un pediatra alemán autor de más de 200 publicaciones científicas. Su nombre es conocido principalmente por haber descrito en junio de 1965 un síndrome hereditario que en su honor se denomina síndrome de Stickler.

## Biografía
Nació el 13 de junio de 1925 en Peterskirchen, una pequeña localidad que actualmente pertenece a Austria y cuenta con una porblación de 678 habitantes. Inició estudios de medicina en 1944 que realizó en las universidades de Viena, Erlangen y Múnich. Tras graduarse en 1949, continuó su formación en Múnich en medicina interna y anatomía patológica. En 1951 emigró a Estados Unidos tras ser aceptado como médico interno en el Mountainside Hospital de  Montclair (Nueva Jersey), posteriormente se especializó en pediatría en la Clínica Mayo.  Entre los años 1953 y 1956 trabajó como investigador en el Roswell Park Cancer Institute de Buffalo (Nueva York), centro fundado en 1898 por Roswell Park, que fue el primero dedicado al tratamiento e investigación sobre el cáncer en Estados Unidos. Desde 1958 ejerció como pediatra en la Clínica Mayo.